# Lepanthes manabina
Lepanthes manabina är en orkidéart som beskrevs av Dodson. Lepanthes manabina ingår i släktet Lepanthes och familjen orkidéer. Inga underarter finns listade i Catalogue of Life.